# Technisch Centrum voor Agrarische Ontwikkeling en Rurale Samenwerking
Het Technisch Centrum voor Agrarische Ontwikkeling en Rurale Samenwerking, werktitel CTA (Frans: Centre technique de coopération agricole ACP-EU; Engels: Technical Centre for Agricultural and Rural Cooperation ACP-EU), was een internationale organisatie in Wageningen, Nederland, op het gebied van de plattelandsontwikkeling.
Het werd in 1983 opgericht in het kader van de Overeenkomst van Lomé tussen de ACS-staten (in Afrika, de Cariben en in de Stille Oceaan) en de Europese Unie. Sinds 2000 was de uitvoering verankerd in de Overeenkomst van Cotonou.
Het CTA hielp organisaties bij het formuleren en uitvoeren van beleid en programma's. Het doel was het opbouwen van zelfredzaamheid in de plattelands- en landbouwontwikkeling door middel van vermindering van armoede, bevordering van duurzame voedselzekerheid en behoud van de natuurlijke hulpbronnen in de ACS-staten. Het CTA werd in 2020 opgeheven toen de werking van de Overeenkomst van Cotonou afliep.